# عنصر الکتریکی
در مهندسی برق، عناصر الکتریکی (به انگلیسی: electrical elements) یا اجزای الکتریکی انتزاعات مفهومی هستند که نشان دهنده قطعات الکتریکی ایده‌آل، مانند مقاومت‌ها، خازن‌ها و سلف‌ها هستند که در تحلیل شبکه‌های الکتریکی استفاده می‌شوند. همه شبکه‌های الکتریکی را می‌توان به‌عنوان چندین عنصر الکتریکی که توسط سیم به هم متصل شده‌اند، تحلیل کرد. در جایی که عناصر تقریباً با اجزای واقعی مطابقت دارند، نمایش می‌تواند به شکل یک نمودار شماتیک یا نمودار مدار باشد. به این مدل عنصر فشرده می‌گویند. در موارد دیگر، از عناصر بینهایت کوچک برای مدل‌سازی شبکه در مدل عناصر گسترده استفاده می‌شود.
این عناصر الکتریکی ایده‌آل نمایانگر اجزای الکتریکی واقعی، فیزیکی یا الکترونیکی هستند. با این حال، آنها از نظر فیزیکی وجود ندارند و فرض بر این است که خواص ایده‌آلی دارند. در مقابل، اجزای الکتریکی واقعی خواص کمتر از حد ایده‌آل، درجه ای از عدم قطعیت در مقادیر خود و درجه ای از غیرخطی بودن دارند. برای مدل‌سازی رفتار غیر ایده‌آل یک جزء مدار واقعی ممکن است نیاز به ترکیبی از چندین عنصر الکتریکی ایده‌آل برای تقریب عملکرد آن باشد. به عنوان مثال، فرض می‌شود که یک عنصر مداری سلفی دارای اندوکتانس است اما مقاومت یا ظرفیت‌خازنی ندارد، درحالی‌که یک سلف واقعی، یک پیچهٔ سیمی، علاوه بر اندوکتانس خود، مقداری مقاومت نیز دارد. این ممکن است توسط یک عنصر اندوکتانس ایده‌آل در سِری با یک مقاومت مدل شود.
تحلیل مدار با استفاده از عناصر الکتریکی برای درک شبکه‌های عملی اجزای الکتریکی مفید است. تحلیل اینکه چگونه یک شبکه تحت تأثیر عناصر مجزا آن قرار می‌گیرد، تخمین چگونگی رفتار یک شبکه واقعی را ممکن می‌سازد.

## انواع
عناصر مدار را می‌توان به دسته‌های مختلفی طبقه‌بندی کرد. یکی این است که چند پایانه برای اتصال آنها به اجزای دیگر دارند:
- عناصر تکقطبی – ساده‌ترین اجزا را نشان می‌دهد، تنها با دو پایانه برای اتصال. نمونه‌ها هستند:
  - مقاومت‌ها،
  - ظرفیت‌خازنی‌ها،
  - القاوری‌ها
  - و دیودها
- عناصر دوقطبی – رایج‌ترین عناصر چند قطبی با چهار پایانه متشکل از دو قطب هستند.
- عناصر چندقطبی – اینها بیش از دو پایانه دارند. آنها از طریق چندین جفت پایانه به نام درگاه به مدار خارجی متصل می‌شوند؛ مثلاً،
  - یک ترانسفورماتور با سه سیم پیچ جداگانه دارای شش پایانه است و می‌تواند به عنوان یک عنصر سه‌قطبی ایده‌آل باشد. انتهای هر سیم‌پیچ به یک جفت پایانه که یک قطب را نشان می‌دهد متصل می‌شود.

عناصر را می‌توان به فعال و غیرفعال نیز تقسیم کرد:
- عناصر غیرفعال – این عناصر منبع انرژی ندارند. نمونه‌ها هستند
  - دیودها،
  - مقاومت‌ها،
  - ظرفیت‌خازنی‌ها،
  - و القاوری‌ها
- عناصر یا منابع فعال – اینها عناصری هستند که می‌توانند منبع انرژی الکتریکی باشند. آنها می‌توانند برای نشان دادن باتری‌ها و منابع تغذیه ایده‌آل استفاده شوند. نمونه‌ها هستند
  - منابع ولتاژ
  - و منابع جریان
    - منابع وابسته – این عناصر دو قطبی با منبع ولتاژ یا جریان متناسب با ولتاژ یا جریان در یک جفت پایانه دوم هستند. اینها در مدل‌سازی اجزای تقویت‌کننده‌ساز استفاده می‌شوند، مانند:
      - ترانزیستورها
      - لامپ‌های خلاء،
      - و آپ‌امپ

تمایز دیگر بین خطی و غیرخطی است:
- عناصر خطی – اینها عناصری هستند که در آنها رابطه تشکیل دهنده، رابطه بین ولتاژ و جریان، یک تابع خطی است. آنها از اصل برهم‌نهی تبعیت می‌کنند. نمونه‌هایی از عناصر خطی مقاومت‌ها، خازن‌ها، سلف‌ها و منابع وابسته خطی هستند. مدارهایی که فقط دارای عناصر خطی هستند، مدارهای خطی، باعث ایجاد اعوجاج اندرمدولاسیون نمی‌شوند و به راحتی با فنون‌های ریاضی قدرتمندی مانند تبدیل لاپلاس قابل تحلیل هستند.
- عناصر غیرخطی – اینها عناصری هستند که در آنها رابطه بین ولتاژ و جریان یک تابع غیرخطی است. به عنوان مثال یک دیود، که در آن جریان تابعی نمایی از ولتاژ است. تحلیل و طراحی مدارهایی با عناصر غیرخطی دشوارتر است و اغلب به برنامه‌های کامپیوتری شبیه‌سازی مدار مانند اِسپایس نیاز دارند.

## عناصر تک‌قطبی
فقط ۹ نوع عنصر (ممریستور شامل نمی‌شود)، پنج غیرفعال و چهار فعال، برای مدل‌سازی هر قطعه یا مدار الکتریکی مورد نیاز است. هر عنصر با یک رابطه بین متغیرهای حالت شبکه تعریف می‌شود: جریان ، {\displaystyle I} ; ولتاژ ، {\displaystyle V} ; شارژ ، {\displaystyle Q} ; و شار مغناطیسی ، {\displaystyle \Phi } .
- دو منبع:
  - منبع جریان، با آمپر اندازه‌گیری می‌شود - جریانی را در یک رسانا تولید می‌کند. با توجه به رابطه {\displaystyle dQ=-I\,dt} بر بار تأثیر می‌گذارد.
  - منبع ولتاژ که برحسب ولت اندازه‌گیری می‌شود - اختلاف پتانسیل بین دو نقطه ایجاد می‌کند. بر شار مغناطیسی با توجه به رابطه {\displaystyle d\Phi =V\,dt} تأثیر می‌گذارد.
- سه عنصر غیرفعال:
  - مقاومت {\displaystyle R} اندازه‌گیری شده در اهم - ولتاژی متناسب با جریان عبوری از عنصر تولید می‌کند. ولتاژ و جریان را با توجه به رابطه {\displaystyle dV=R\,dI} ربط می‌دهد.
  - ظرفیت‌خازنی {\displaystyle C} ، با فاراد اندازه‌گیری می‌شود - جریانی متناسب با نرخ تغییر ولتاژ در دوسَر عنصر تولید می‌کند. شارژ و ولتاژ را با توجه به رابطه {\displaystyle dQ=C\,dV} ربط می‌دهد.
  - اندوکتانس {\displaystyle L} اندازه‌گیری شده در هانری - شار مغناطیسی متناسب با نرخ تغییر جریان از طریق عنصر تولید می‌کند. شار و جریان را با توجه به رابطه {\displaystyle d\Phi =L\,dI} ربط می‌دهد.
- چهار عنصر فعال انتزاعی:
  - منبع ولتاژ کنترل‌شده با ولتاژ (VCVS) ولتاژی را بر اساس ولتاژ دیگری با توجه به یک بهره مشخص تولید می‌کند. (دارای امپدانس ورودی بی‌نهایت و امپدانس خروجی صفر).
  - منبع جریان کنترل‌شده با ولتاژ (VCCS) یک جریان بر اساس ولتاژ در جای دیگر مدار، با توجه به یک بهره مشخص، تولید می‌کند که برای مدل‌سازی ترانزیستورهای اثر میدانی و لامپ‌های خلاء استفاده می‌شود (دارای امپدانس ورودی بی‌نهایت و امپدانس خروجی بی‌نهایت). بهره با یک هدایت انتقال مشخص می‌شود که دارای واحدهای زیمنس است.
  - منبع ولتاژ کنترل‌شده با جریان (CCVS) ولتاژی را براساس جریان ورودی در جای دیگر مدار با توجه به یک بهره مشخص تولید می‌کند. (دارای امپدانس ورودی صفر و امپدانس خروجی صفر). برای مدل‌سازی ترانسیتورها استفاده می‌شود. بهره با امپدانس انتقال مشخص می‌شود که دارای واحدهای اهمی است.
  - منبع جریان کنترل‌شده با جریان (CCCS) جریانی را بر اساس جریان ورودی و یک بهره مشخص تولید می‌کند. برای مدل‌سازی ترانزیستورهای پیوندی دوقطبی استفاده می‌شود. (دارای امپدانس ورودی صفر و امپدانس خروجی بی‌نهایت).

این چهار عنصر نمونه‌هایی از عناصر دوقطبی هستند.

### عناصر غیرخطی

تقارن مفهومی مقاومت، خازن، سلف و ممریستور.

در واقع، تمام اجزای مدار غیرخطی هستند و فقط می‌توانند در یک محدوده مشخص به صورت خطی تقریب زده شوند. برای توصیف دقیق‌تر عناصر غیرفعال، به جای تناسب ساده، از رابطه سازنده آنها استفاده می‌شود. از هر دو متغیر مدار می‌توان شش رابطه سازنده تشکیل داد. از این، فرض بر این است که چهارمین عنصر غیرفعال نظری وجود داشته باشد زیرا در تحلیل شبکه خطی تنها پنج عنصر در مجموع (بدون احتساب منابع وابسته مختلف) وجود دارد. این عنصر اضافی ممریستور نامیده می‌شود. این فقط به عنوان یک عنصر غیرخطی وابسته به زمان معنی دارد. به عنوان یک عنصر خطی مستقل از زمان، به یک مقاومت ثابت کاهش می‌یابد. از این رو، آن در مدل‌های مدار خطی ناوردا با زمان (LTI) شامل نمی‌شود. روابط سازنده عناصر غیرفعال به وسیله؛
- مقاومت: رابطه سازنده به صورت {\displaystyle f(V,I)=0} تعریف شده است.
- ظرفیت‌خازنی: رابطه سازنده به صورت {\displaystyle f(V,Q)=0} تعریف شده است.
- القاوری: رابطه سازنده به صورت {\displaystyle f(\Phi ,I)=0} تعریف می‌شود.
- ممرزیستور: رابطه سازنده به‌صورت {\displaystyle f(\Phi ,Q)=0} تعریف می‌شود.

که {\displaystyle f(x,y)} یک تابع دلخواه از دو متغیر است.
در برخی موارد خاص، رابطه سازنده به تابعی از یک متغیر ساده می‌شود. این مورد برای همه عناصر خطی است، اما همچنین، به عنوان مثال، یک دیود ایده‌آل، که از نظر تئوری مدار یک مقاومت غیرخطی است، یک رابطه ساختاری {\displaystyle V=f(I)} دارد. . هر دو منبع ولتاژ مستقل و جریان مستقل را می‌توان مقاومت‌های غیرخطی تحت این تعریف در نظر گرفت.
چهارمین عنصر غیرفعال، ممریستور، توسط لئون چوا در مقاله‌ای در سال ۱۹۷۱ پیشنهاد شد، اما یک جزء فیزیکی که نشان‌دهنده مزیت است تا سی و هفت سال بعد ایجاد نشد. در ۳۰ آوریل ۲۰۰۸ گزارش شد که یک ممریستور کارا توسط تیمی در آزمایشگاه HP به رهبری دانشمند آر استنلی ویلیامز ساخته شده است. با ظهور ممریستور، اکنون می‌توان هر جفت از چهار متغیر را به هم مرتبط کرد.
دو عنصر غیرخطی ویژه گاهی در تحلیل استفاده می‌شوند، اما همتای ایده‌آل هیچ جزء واقعی نیستند:
- پوچ‌گر: به صورت {\displaystyle V=I=0} تعریف شده است
- هیچ‌گر: به عنوان عنصری تعریف می‌شود که هیچ محدودیتی برای ولتاژ و جریان ایجاد نمی‌کند.

اینها گاهی در مدل‌های قطعات با بیش از دو پایانه استفاده می‌شوند: برای مثال ترانزیستورها.

## عناصر دوقطبی
همه موارد فوق عناصر دو پایانه‌ای یا یک درگاهی هستند به جز منابع وابسته. دو عنصر خطی دوقطبی بی‌اتلاف، غیرفعال و خطی معمولاً در تحلیل شبکه معرفی می‌شوند. روابط سازنده آنها در نمادگذاری ماتریسی عبارتند از:
ترانسفرماتور

{\displaystyle {\begin{bmatrix}V_{1}\\I_{2}\end{bmatrix}}={\begin{bmatrix}0&n\\-n&0\end{bmatrix}}{\begin{bmatrix}I_{1}\\V_{2}\end{bmatrix}}}
ژیراتور

{\displaystyle {\begin{bmatrix}V_{1}\\V_{2}\end{bmatrix}}={\begin{bmatrix}0&-r\\r&0\end{bmatrix}}{\begin{bmatrix}I_{1}\\I_{2}\end{bmatrix}}}
ترانسفورماتور یک ولتاژ را در یک قطب به ولتاژ دیگری با نسبت n نگاشت می‌کند. جریان بین همان دو قطب با ۱ تقسیم بر n نگاشت می‌شود. از طرف دیگر، ژیراتور ولتاژ یک قطب را به جریان در قطب دیگر نگاشت می‌کند. به همین ترتیب، جریان‌ها با ولتاژها نگاشت می‌شوند. مقدار r در ماتریس برحسب واحد مقاومت است. ژیراتور یک عنصر ضروری در تحلیل است زیرا متقابل نیست. شبکه‌هایی که فقط از عناصر خطی اصلی ساخته شده‌اند، لزوماً متقابل هستند، بنابراین نمی‌توانند به تنهایی برای نمایش یک سامانه نامتقابل استفاده شوند. با این حال، داشتن هر دو ترانسفورماتور و ژیراتور ضروری نیست. دو ژیراتور به‌صورت آبشاری معادل یک ترانسفورماتور هستند، اما ترانسفورماتور معمولاً برای راحتی حفظ می‌شود. معرفی ژیراتور همچنین ظرفیت‌خازنی یا القاوری را غیرضروری می‌کند، زیرا یک ژیراتور که با یکی از آنها در قطب ۲ پایانش می‌یابد، معادل دیگری در قطب ۱ خواهد بود. با این حال، ترانسفورماتور، ظرفیت‌خازن و القاوری معمولاً در تحلیل حفظ می‌شوند زیرا آنها خواص ایده‌آل اجزای اصلی فیزیکی ترانسفورماتور، سلف و خازن هستند، در حالی که یک ژیراتور عملی باید به‌صورت یک مدار فعال ساخته شود.

## مثال‌ها
در زیر نمونه‌هایی از نمایش قطعات از طریق عناصر الکتریکی آورده شده است.
- در درجه اول تقریب، یک باتری با یک منبع ولتاژ نشان داده می‌شود. یک مدل تمیزتر همچنین شامل یک مقاومت سری با منبع ولتاژ است تا مقاومت داخلی باتری را نشان دهد (که منجر به گرم‌شدن باتری و افت ولتاژ در هنگام استفاده می‌شود). ممکن است یک منبع جریان به صورت موازی برای نشان دادن نشتی آن (که باتری را در مدت طولانی تخلیه می‌کند) اضافه شود.
- در درجه اول تقریب، یک مقاومت با یک مقاومت نشان داده می‌شود. یک مدل اصلاح‌شده‌تر همچنین شامل یک سلف سِری برای نشان دادن اثرات اندوکتانس سَرهای آن است (مقاومت‌هایی که به صورت مارپیچی ساخته شده‌اند، اندوکتانس قابل‌توجه‌تری دارند). ممکن است یک ظرفیت‌خازنی موازی برای نمایش اثر خازنی مجاورت مقاومت‌ها به یکدیگر اضافه شود. یک سیم را می‌توان به عنوان یک مقاومت با مقدارکم نشان داد.
- منابع جریان اغلب هنگام نمایش نیم‌رساناها استفاده می‌شوند. به عنوان مثال، در درجه اول تقریب، یک ترانزیستور دوقطبی ممکن است با یک منبع جریان متغیر که توسط جریان ورودی کنترل می‌شود، نشان داده شود.